# Psaliodes aquila
Psaliodes aquila är en fjärilsart som beskrevs av Paul Dognin 1911. Psaliodes aquila ingår i släktet Psaliodes och familjen mätare. Inga underarter finns listade i Catalogue of Life.